# Edward Young
För andra betydelser, se Edward Young (olika betydelser).
Edward Young, född 1683 i byn Upham i närheten av Winchester, död 12 april 1765, var en engelsk poet.
Young fick sin utbildning vid Winchester College och vid Oxford University, där han 1708 fick ett fellowship och 1714 blev juris doktor. Han utnämndes till hovkaplan hos George II samt 1730 till kyrkoherde i Welwyn i grevskapet Hertford. Han är mest känd för det långa poemet Night-Thoughts.

## Biografi
Edward Youngs religiösa åskådning var starkt bemängd med mystiska idéer. Inom vitterheten debuterade Young med dikterna The last day (1713) och The Force of Religion, or Vanquished Love (1714) om avrättningen av Jane Grey och hennes man. I dessa dikter visar han sig tillhöra John Miltons efterföljare. Young var känd för sin kvickhet och flödande konversationsförmåga. Han hemföll åt svårmodiga betraktelser, som han klädde i en form av upphöjd poetisk vältalighet. Han skrev en rimmad parafras på Jobs bok. Hans tre skådespel, Busiris, The Revenge och The Brothers (1719 ff.), är inte originella, men tillhör de bättre engelska under 1700-talet. Hans 1725–1728 utgivna följd satirer (samlade under titeln Love of Fame, the Universal Passion) blev hans första större framgång. De gisslar framför allt ärelystnaden och har sitt mönster i Alexander Popes satirer. Youngs betydelse grundar sig emellertid uteslutande på hans utomordentligt spridda The Complaint, or Night-Thoughts on Life, Death and Immortality, mer känd som Night-Thoughts (8 sånger, 1742–1743; en nionde sång, The Consolation, 1745; många upplagor), i vars avfattande han sökte tröst, sedan hans fru, hennes dotter från ett tidigare äktenskap och hennes brorson på kort tid avlidit. På högtidlig blankvers utgöt han sig där i känslosamt svårmodiga betraktelser över livet, döden och evigheten, det jordiskas intighet inför odödlighetsutsikterna och universum, det förkastliga i synd och ateism o.s.v. Den enskildes sorg växte i hans dikt till världssmärta. I detta diktverk finns storhet, men det är ojämnt och utdraget; Young driver en kult med smärtan, men han ryckte med sig genom den personliga gripenheten och uttryckets suggestiva styrka.
Dessa "nattankar" blev en av de allra viktigaste källorna för den förromantiska strömningen och Sturm und Drangriktningen i 1700-talets europeiska vitterhet. I Sverige märks hans inflytande alltifrån 1770-talet: Erik Skjöldebrand, Per Adolf Granberg, Johan Henric Kellgren (Till Kristina, Ode över förtvivlan), Bengt Lidner, Johan Gabriel Oxenstierna m.fl. har tagit starkt intryck av honom, och hans påverkan sträckte sig, liksom senare Werthers, långt vidare än till litteraturen; Gustaf Adolf Reuterholm var exempelvis en av hans imitatörer.
I Frankrike nådde verket ännu större popularitet än i England; 
Pierre Letourneurs översättning (1769) kom i omkring 50 upplagor Svenska översättningar är Sömnlösa nätter (1770), Nätter (på prosa, två delar, 1787–1790; 3:e upplagan 1798–1799) och "Natt-tankar" (1850; de 4 första sångerna, översatt på vers av L. M. Enberg). Youngs prosasatir The Centaur Not Fabulous (1755) var riktad mot lättsinne och otro. Märkligt är hans 1759 utgivna brev Conjectures on Original Composition, i vilket han tecknade ett nytt skaldeideal och, liksom tidigare Shaftesbury, gav en lära om snillet som skapande makt, ur vilken  genikulten härleddes och som i högsta grad bidrog att till att undergräva den fransk-klassiska åskådningen, regeltvånget; Young hävdade geniets och fantasins frihet.  Young redigerade själv sina Works, i fyra band, 1762.

## Berömt citat
"Born Originals, how comes it to pass that we die Copies?" (Conjectures on Original Composition, 1759)